# Холл, Роберт (певец)
Роберт Холл (нидерл. Robert Holl; род. 10 марта 1947, Роттердам) — нидерландский певец (бас-баритон).

## Биография
Учился в Роттердаме (в том числе у Давида Холлестелле), затем в Мюнхене у Ханса Хоттера. В 1972 г. был удостоен первой премии на международном конкурсе ARD в Мюнхене. В 1973—1975 гг. выступал в Баварской опере. В дальнейшем предпочёл карьеру приглашённого исполнителя и в этом качестве появлялся на оперных сценах Берлина, Вены, Гамбурга, Цюриха и др. Несколько раз участвовал в вагнеровских постановках Байройтского фестиваля, выступая в партиях Ганса Сакса («Нюрнбергские мейстерзингеры»), короля Марка («Тристан и Изольда»), Гурнеманца («Парсифаль»).
Значительное место в репертуаре певца занимают песни и романсы русских композиторов, таких как Мусоргский, Бородин,  Чайковский, Танеев, Рахманинов и Шостакович, которые он во всем мире исполняет на русском языке.
Его партнерами за фортепиано являются пианисты Олег Майзенберг, Василий Лобанов, Андрей Хотеев и Андраш Шифф.
Среди многочисленных камерных записей Холла — альбомы песен Франца Шуберта, Роберта Шумана, Иоганнеса Брамса, Карла Лёве, Хуго Вольфа, Ханса Пфицнера. Трижды записал вокальный цикл Шуберта «Зимний путь» с тремя разными аккомпаниаторами (в том числе с Наумом Грубертом и Олегом Майзенбергом).
В 1990 г. удостоен в Вене почётного звания каммерзенгера. С 1997 г. профессор песенного и ораториального вокала в Венской консерватории.
Холлу принадлежит также ряд собственных песен на стихи Гёльдерлина, Гессе, Тракля, Рикарды Хух, Теодора Шторма, Михаила Лермонтова и др.